# 13 HP
13 HP je první oficiálně vydaná dlouhohrající deska sourozenců Hany a Petra Ulrychových. Vyšla pouze jednou na LP v roce 1971 ve vydavatelství Supraphon (13 0888) a to jak v monofonní, tak i ve stereofonní verzi.
Po neúspěšném pokusu o vydání monotematického alba Odyssea, jejíž náklad byl zastaven ve výrobě a deska oficiálně vyšla až v roce 1990, a poté, co doprovodná skupina Atlantis hostovala v Mnichově při muzikálu Hair, zůstali Hana a Petr Ulrychovi víceméně bezprizorní. Hostovali v pražském divadle Rokoko v trojici společně s Jitkou Zelenkovou a jejich tvorba na nějakou dobu směřovala spíše ke střednímu proudu. Obrazem počátku 70. let je tedy tato deska, na níž se víc než sourozenci Ulrychovi podepsal spíše producent Michael Prostějovský. Vznikla víceméně písničkovou deska, která byla v mnohém poněkud tápající a pro dvojici interpretů až nepřirozená. I když se například na její první straně v písni Gloria objeví menší pokus o složitější strukturu písně (Gloria má téměř sedm minut), je zejména druhá strana LP postavena hlavně na krátkých a melodických písních. Snad právě proto, že je deska nahrávaná spíše v popovém duchu a pod trochu vnucenou dramaturgií, je i pro samotné sourozence Ulyrchovy netypická. Haně Ulrychové bylo navíc v té době nabízeno odejít ze sourozeneckého dua jako samostatná zpěvačka a Petr Ulrych se měl stát spíše autorem šlágrů pro jiné interprety.
Na desce sourozence Ulyrchovy nedoprovází „jejich“ kapela Atlantis, jejíž sestava byla angažovaná v Německu, ale Taneční orchestr československého rozhlasu, vedený Josefem Vobrubou, resp. sbor Pavla Khüna a vokální soubor Inkognito. Velmi výrazná je zde autorská spolupráce s Otou Petřinou, který je spoluautorem několika písní a část z nich i aranžoval. Snad proto zní deska trochu jako některé z raných LP Václava Neckáře – vedle folkově znějících songů se tu hodně využívá i podobného zabarvení hlasu Hany Ulrychové s hlasem Marty Kubišové, která na konci 60. let s Neckářem spolupracovala a nahrávala ve skupině Golden Kids, kde Petřina hrál.
Album bylo nahráno od 3. do 24. června 1970 v pražském studiu v Dejvicích a produkoval jej Michael Prostějovský, hudební režii měl na starosti Vladimír Popelka, zvukovou režii František Řebříček. Autorem původního, psychedelického obalu byl Leo Novotný.

## Seznam skladeb

### Strana A
- 1. Ranvej (Ota Petřina / Zdeněk Rytíř)
- 2. 13 HP (Petr Ulrych, arr. Ota Petřina / Petr Ulrych)
- 3. Gloria (Ota Petřina / Zdeněk Rytíř)
- 4. Podivný příběh (Ota Petřina / Michael Prostějovský)

### Strana B
- 5. Rozmarýn (Petr Ulrych, arr. Ota Petřina / Petr Ulrych)
- 6. A co má bejt (Jindřich Brabec / Michael Prostějovský)
- 7. První řádky (Petr Ulrych, arr. Jiří Hodan / Vladimír Poštulka)
- 8. Loučení (Jindřich Brabec / Michael Prostějovský)
- 9. Měsíční sonáta (Angelo Michajlov, arr. Ota Petřina / Michael Prostějovský)
- 10. Zakletá dívka (Petr Ulrych, arr. Ladislav Pikart / Vladimír Poštulka)